# Tahnasza
Tahnasza – miejscowość w Egipcie, w muhafazie Al-Minja. W 2006 roku liczyła 14 544 mieszkańców.